# Cerro Sechín
Cerro Sechín è un sito precolombiano della bassa valle del Casma, sulla costa centrosettentrionale del Perù, dove sono venuti alla luce i resti di un grande complesso templare del periodo formativo. Costruito su una bassa piattaforma di terra, è cinto sui quattro lati da una muraglia con un'unica apertura sul lato nord; il muro è rivestito esternamente da monoliti di granodiorite incastrati nella massa di pietrame e argilla come tessere di un mosaico, che recano incise due file di personaggi convergenti verso l'ingresso. Questi personaggi sono sacerdoti, dignitari, guerrieri con mazza o con scettro e sono separati fra di loro dai corpi di vittime sacrificate e da parti anatomiche, come teste mozze.

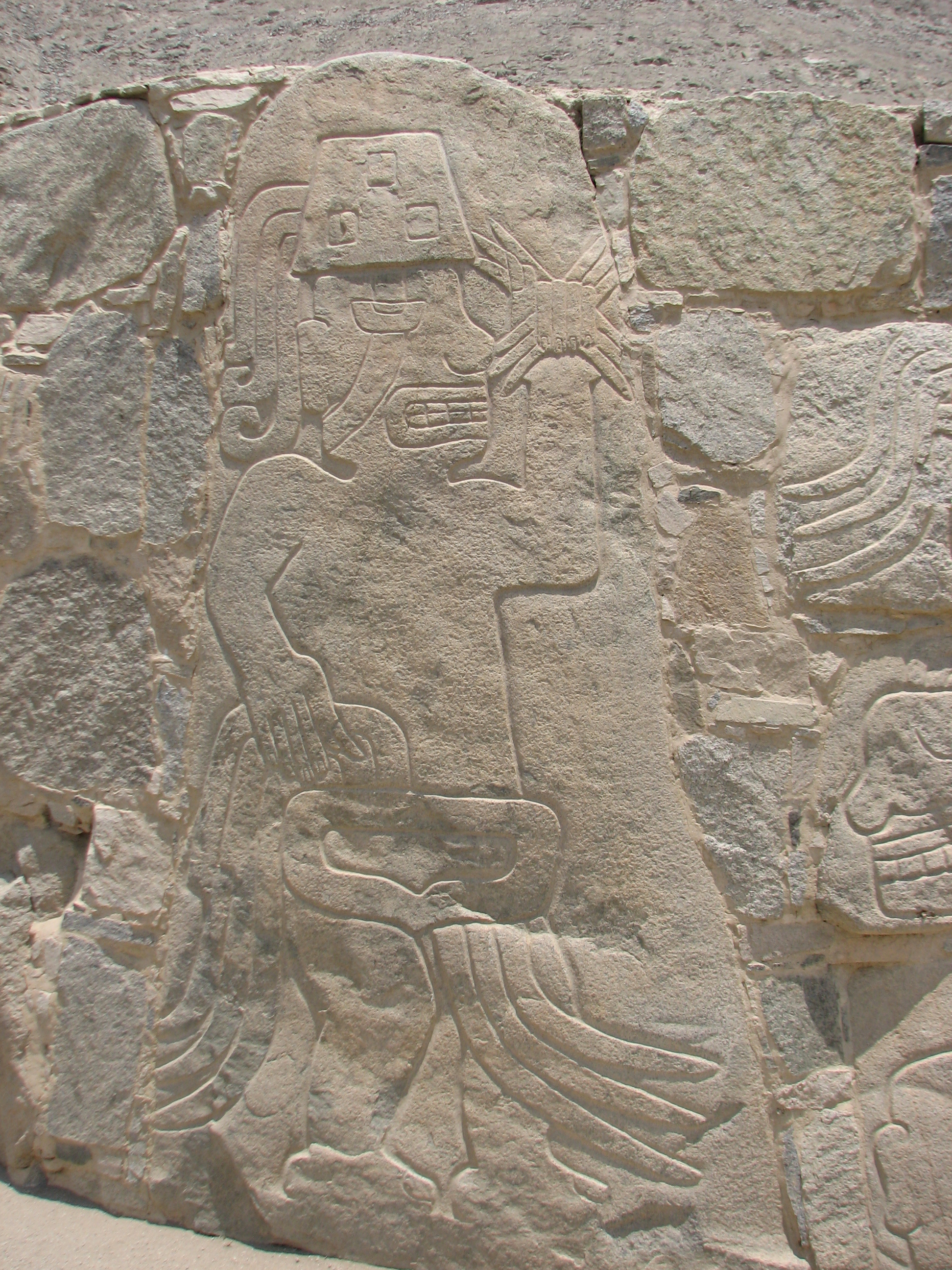
Bassorievo di un guerriero

Lo stile delle incisioni rivela affinità con quello di Chavín, anche se la datazione cronologica è ancora oggetto di discussione e molti storici propendono per la posteriorità di Cerro Sechín rispetto a Chavín.
All'interno del muro di cinta sorge un edificio sicuramente più antico in mattoni crudi, con le pareti rivestite di argilla e decorate da pitture e bassorilievi dove il tema dominante sono i felini.